# 튀르키예의 정당
튀르키예는 다당제의 정당정치를 기본으로 하고 있음에도 정당의 이합집산이 심하였다. 거대정당의 출현을 막은 1961년 헌법이 의회를 이원화하자 소규모 정당이 난립한 적이 있었는데, 이러한 경험을 반영하여 비례대표제로 10% 이상의 득표율을 획득하지 못한 정당에는 의석이 전혀 배분되지 않는 독특한 제도를 1982년 헌법에 공식화하게 되었다.(무소속 후보는 출마한 지역구에서 최소 10%의 지지를 얻어야 의원에 선출될 수 있다)
이 제도의 영향이 극명하게 나타난 2002년 총선거에서는 선거 전에 중도우파와 이슬람주의파가 결집하여 결당한 정의개발당(여당)과 중도좌파 공화인민당(야당) 2당만이 10% 이상의 의석을 취득하여 입회할 수 있었다. 총선거 이전의 총리 뷜렌트 에제비트의 중도좌파 정당인 민주좌파당 (튀르키예)과 그 연립내각을 구성한 여당인 중도우파 조국당, 극우파 민족주의자 행동당은 의석을 완전히 상실하고 하야하였다. 게다가 이 영향으로 탄수 칠레르, 네즈메틴 에르바칸 등의 전직 총리인 거물 정치인들이 당수를 사임하는 파란이 있었다.
2007년 총선에서도 정의개발당은 압도적으로 승리하여 단독으로 과반수 의석을 획득하였다. 야당 세력은 공화인민당, 민족주의자 행동당이 의석을 획득하였으나, 중도우파인 민주당 등의 다른 정당은 득표율이 10%에 미치지 못해 의석을 획득할 수 없었다. 그러나 이후 입후보자의 원내 교섭 단체 구성을 통해 현재는 총 일곱 개의 정당이 입회한 상태이다.
그 밖의 정당에는 쿠르드계인 민주국민당이나 신투르크당 따위가 있다. 합법적인 정당이 아닌 반정부 조직으로는 쿠르드계인 쿠르드 인민회의(구 쿠르드 노동자당), 공산주의 계열의 혁명적 인민해방전선, 이슬람 과격파인 헤즈볼라(레바논의 시아파 헤즈볼라와는 다름) 따위가 알려져 있다.

## 튀르키예의 주요 정당

### 원내 정당
|  | 정당명                                       | 약자 | 튀르키예 대국민의회 의석 수 | 이념                           | 위치          |
|  | -------------------------------------------- | ---- | --------------------------- | ------------------------------ | ------------- |
|  | 정의개발당 Adalet ve Kalkınma Partisi        | AKP  | 317                         | 이슬람 민주주의, 우익 포퓰리즘 | 중도우파~우익 |
|  | 공화인민당 Cumhuriyet Halk Partisi           | CHP  | 134                         | 사회민주주의, 케말주의         | 중도좌파      |
|  | 인민민주당 Halkların Demokratik Partisi      | HDP  | 59                          | 민주사회주의, 직접민주주의     | 중도좌파      |
|  | 민족주의자 운동당 Milliyetçi Hareket Partisi | MHP  | 40                          | 튀르키예 내셔널리즘, 민족주의  | 극우          |

### 원외 정당
| 정당명                | 약자   | 지방자치 | 이념                        | 위치     |
| --------------------- | ------ | -------- | --------------------------- | -------- |
| 지복당 Saadet Partisi | SAADET | 27       | 수니파 이슬람주의, 보수주의 | 중도우파 |
| 아나톨리아당          |        |          | 사회민주주의, 자유민족주의  | 중도주의 |
| 중도당                |        |          | 자유주의, 유럽회의주의      | 중도우파 |
| 민주지역당            |        |          | 사회민주주의, 세속주의      | 중도좌파 |
| 전자민주당            |        |          | 전자민주주의, 자유주의      | 중도주의 |
| 민족과 정의당         |        |          | 자유민족주의 우익대중주의   | 우익     |

## 같이 보기
- 튀르키예의 정치